# Цитрусовые
Ци́трусовые (лат. Citrinae) — подтриба цветковых древесных растений семейства Рутовые (Rutaceae), входит в трибу Aurantieae подсемейства Померанцевые (Aurantioideae).
Самый известный представитель этой группы — род цитрус (Citrus), ряд видов которого (апельсин, грейпфрут, лимон, мандарин и некоторые другие) — широко распространённые садовые плодовые деревья, культивируемые в промышленных масштабах в странах с подходящим климатом; их плоды (гесперидии) ценятся за пищевые качества и являются важным экспортным товаром.
Согласно генетическим исследованиям, цитрусовые появились 8 млн лет назад на северо-востоке Индии (в Ассаме), Мьянме и юго-восточном Китае. В процессе одомашнивания от цитрона и Citrus micrantha получили мексиканский лайм, от цитрона и кислого апельсина (Sour orange) —  лимон. Скрещивание мандарина с помело привело к появлению апельсина и подвидов мандарина, гибридизация апельсина с помело привела к появлению грейпфрута.
В подтрибу Citrinae входит около 32 родов, 9 из которых имеют гибридное происхождение:
- Atalantia Corrêa
- Burkillanthus Swingle
- Citropsis (Engl.) Swingle & M.Kellerm.
- Citrus L. typus — Цитрус
- Clymenia Swingle
- Eremocitrus Swingle
- Feroniella Swingle
- Fortunella Swingle — Кумкват
- Limonia L. — Лимония
- Luvunga Buch.-Ham. ex Wight & Arn.
- Merope M.Roem.
- Microcitrus Swingle
- Monanthocitrus Tanaka
- Naringi Adans.
- Oxanthera Montrouz.
- Pamburus Swingle
- Paramignya Wight
- Pleiospermium (Engl.) Swingle
- Poncirus Raf. — Понцирус
- Severinia Ten. ex Endl.
- Swinglea Merr.
- Triphasia Lour.
- Wenzelia Merr.

Гибриды
- ×Citremocitrus ined.
- ×Citrofortunella J.W.Ingram & H.E.Moore
- ×Citromicrocitrus ined.
- ×Citroncirus J.W.Ingram & H.E.Moore
- ×Coleara ined.
- ×Fortucitrocirus ined.
- ×Microcirus ined.
- ×Microcitronella ined.
- ×Microfortunella ined.